# William Joynson-Hicks
William Joynson-Hicks (23 juin 1865 - 8 juin 1932), connu sous le surnom de Jix, est un avocat anglais et homme politique du Parti conservateur.
Il a attiré l'attention pour la première fois en 1908 lorsqu'il bat Winston Churchill, un ministre libéral à l'époque, lors d'une élection partielle pour le siège de Manchester Nord-Ouest. Il est surtout connu comme un ministre de l'Intérieur controversé dans le deuxième gouvernement de Stanley Baldwin de 1924 à 1929. Il acquiert une réputation d'autoritarisme strict, s'opposant au communisme et réprimant les boîtes de nuit et ce qu'il considérait comme de la littérature indécente. Il joue également un rôle important dans la lutte contre l'introduction du livre de prières révisé de l'Église d'Angleterre et dans l'abaissement de l'âge de vote des femmes de 30 à 21 ans.

## Biographie

### Jeunesse
William Hicks, comme on l'appelait initialement, est né à Canonbury, Londres le 23 juin 1865 . Il est l'aîné de quatre fils et deux filles de Henry Hicks, de Plaistow Hall, Kent, et de sa femme Harriett, fille de William Watts. Hicks est un marchand prospère et un laïc anglican évangélique chevronné  qui exige le meilleur de ses enfants .
William Hicks fait ses études à la Merchant Taylors 'School, Londres (1875–1881) ,. Il "a pris l'engagement" (de s'abstenir de boire de l'alcool) à l'âge de 14 ans et l'a tenu toute sa vie.
Après avoir quitté l'école, il est stagiaire à un avocat de Londres entre 1881 et 1887, avant de monter son propre cabinet en 1888 ,. Au début, il a du mal à attirer des clients, mais il est aidé par la position de son père en tant que membre de premier plan du Conseil municipal de la ville et vice-président de la London General Omnibus Company, pour laquelle il travaille beaucoup sur les réclamations. Son cabinet d'avocats fonctionne encore en 1989, lorsqu'un guide sur le Copyright, Designs and Patents Act 1988 est publié sous le nom de Joynson-Hicks on UK Copyright.
En 1894, en vacances, il rencontre Grace Lynn Joynson, fille d'un fabricant de soie. Son père est aussi un Tory évangélique de Manchester. Ils se marient le 12 juin 1895. En 1896, il ajoute le nom de sa femme « Joynson » à son nom de famille ,.

### Premières tentatives d'entrée au Parlement
Il rejoint le Parti conservateur (qui faisait alors partie de la coalition unioniste, dont il conserve le nom jusqu'en 1925) et est choisi comme candidat parlementaire conservateur en 1898. Il se présente sans succès à des sièges à Manchester aux élections générales de 1900 et 1906, perdant face à Winston Churchill. À cette dernière occasion, il prononce des discours antisémites. À l'époque, il y a un afflux de Juifs russes fuyant les pogroms, ce qui pousse le gouvernement d'Arthur Balfour à adopter la loi sur les étrangers de 1905 .

### Expert en automobile
Joynson-Hicks est une des premières autorités en matière de droit des transports, en particulier de droit automobile. En 1906, il publie "La loi de la traction mécanique lourde et légère sur les routes". Il commence à acquérir une réputation d'avocat évangélique avec un intérêt peut-être paradoxal pour les dernières technologies: les voitures à moteur (il en possède plusieurs), les téléphones et les avions .
En 1907, il devient président du Motor Union et préside la fusion avec l'Automobile Association en 1911, en tant que président de l'organisme fusionné jusqu'en 1922 ,. L'une de ses premières actions est de faire valoir la légalité des patrouilles des AA avertissant les automobilistes des radars de la police .
Il est également président de la Lancashire Commercial Motor Users 'Association, de la National Threshing Machine Owners' Association et de la National Traction Engine Association .
Il est trésorier de la Zenana Bible and Medical Mission et membre du comité des finances du YMCA .

## Élection partielle de 1908
Joynson-Hicks est élu au Parlement lors d'une élection partielle en 1908, lorsque Winston Churchill est obligé de se soumettre à une réélection à Manchester Nord-Ouest après sa nomination à la présidence du Board of Trade, comme l'exige la loi de 1908 sur les ministres de la Couronne. Les ministres du Cabinet sont normalement réélus sans opposition, mais comme Churchill est passé des conservateurs aux libéraux en 1904, les conservateurs sont peu enclins à lui permettre une réélection incontestée .
Ronald Blythe dans "The Salutary Tale of Jix" dans The Age of Illusion (1963) l'appelle "le combat électoral le plus brillant, divertissant et hilarant du siècle". Le surnom de Joynson-Hicks "Jix" date de cette élection partielle . L'élection est remarquable à la fois pour les attaques du mouvement des suffragettes contre Churchill, pour son refus de soutenir une législation qui donnerait le droit de vote aux femmes et pour l'hostilité des juifs envers Joynson-Hicks pour son soutien à la loi controversée sur les étrangers qui visait à restreindre l'immigration juive . Joynson-Hicks qualifie le leader travailliste James Keir Hardie de "traître lépreux" qui voulait balayer les dix commandements. Cela incite H. G. Wells à envoyer une lettre ouverte aux sympathisants travaillistes à Manchester  disant que Joynson-Hicks "représente absolument le pire élément de la vie politique britannique ... un homme entièrement indifférent ... et une personne obscure et inefficace" .
Joynson-Hicks bat Churchill. Cela provoque une forte réaction à travers le pays avec le Daily Telegraph qui fait la une du titre «Winston Churchill est OUT! OUT! OUT !" (Churchill est rapidement revenu au Parlement en tant que député de Dundee) .
Joynson-Hicks acquiert une notoriété personnelle au lendemain de cette élection pour une adresse à ses hôtes juifs lors d'un dîner donné par la Maccabean Society, au cours duquel il a déclaré «qu'il les a tous battus à fond et fermement et n'est plus leur serviteur» . Les allégations ultérieures selon lesquelles il est personnellement antisémite constituent un volet important de la tendance autoritaire que beaucoup, y compris les récents chercheurs David Cesarani et Geoffrey Alderman, détectent dans ses discours et son comportement. Cesarani avertit que "bien qu'il ait pu être surnommé" Mussolini Minor ", Jix n'était pas fasciste."  D'autres travaux contestent l'idée que Joynson-Hicks est un antisémite, notamment un article majeur de WD Rubinstein qui affirme qu'en tant que ministre de l'Intérieur, Joynson-Hicks permettra plus tard la naturalisation à plus de Juifs que tout autre titulaire de ce poste . Qu'elle soit justifiée ou non, l'idée que Joynson-Hicks est un antisémite a joué un grand rôle dans sa représentation d'un homme borné et intolérant, le plus manifestement dans le travail de Ronald Blythe .

## Début de carrière parlementaire
Joynson-Hicks perd son siège aux élections générales de janvier 1910. Il se présente à Sunderland lors de la deuxième élection générale en décembre de cette année-là, mais est de nouveau battu. Il est élu sans opposition pour Brentford lors d'une élection partielle en mars 1911 .
Pendant la Première Guerre mondiale, il forme un bataillon Pals au sein du Middlesex Regiment, le « Football Battalion ». Il acquiert une réputation d'homme d'arrière-ban bien informé, d'expert des avions et des moteurs, harcelant les ministres sur des questions de conception et de production d'avions et de méthodes d'attaque des Zeppelins. Le 12 mai 1915, il présente une pétition aux Communes demandant l'internement des étrangers ennemis en âge de faire l'armée et le retrait des zones côtières de tous les étrangers ennemis . En 1916, il publie une brochure The Command of the Air dans laquelle il préconise le bombardement aveugle de civils dans les villes allemandes, dont Berlin. Cependant, aucun poste gouvernemental ne lui est proposé .
En 1918, son ancienne circonscription ayant été abolie, il devient député de Twickenham, occupant le siège jusqu'à sa retraite de la Chambre des communes en 1929 .
Pour son travail de guerre, il est créé baronnet, de Holmbury dans le comté de Surrey, en 1919 .

## La Coalition Lloyd George
En 1919-1920, il effectue une longue visite au Soudan et en Inde, ce qui change sa position politique. À l'époque, il y a des troubles considérables en Inde et une croissance rapide du mouvement Home Rule, ce à quoi Joynson-Hicks s'oppose en raison de la grande importance économique de l'Empire indien pour la Grande-Bretagne. Il a dit à un moment donné: «Je sais qu'il est souvent dit lors des réunions missionnaires que nous avons conquis l'Inde pour élever le niveau des Indiens. C'est impossible. Nous la considérons comme le meilleur débouché pour les produits britanniques en général et pour les produits de coton du Lancashire en particulier." ,.
Il apparait comme un fervent partisan du général Reginald Dyer à propos du massacre d'Amritsar et a failli forcer la démission du secrétaire d'État à l'Inde, Edwin Montagu, à cause de la motion de censure contre le gouvernement déposée concernant les actions de Dyer . Cet épisode établit sa réputation comme l'un des «purs et durs» de la droite du parti, et il émerge comme un fervent critique de la participation du parti à un gouvernement de coalition avec le libéral David Lloyd George.
Dans le cadre de cette campagne, il mène une tentative avortée de bloquer la nomination d'Austen Chamberlain à la tête du parti unioniste lors du départ de Bonar Law, proposant à la place Lord Birkenhead dans le but de «diviser la coalition» .

## Carrière gouvernementale
Joynson-Hicks joue un petit rôle dans la chute de la coalition Lloyd George, qu'il a tant détestée, en octobre 1922. Le refus de nombreux conservateurs de premier plan, qui ont soutenu la Coalition, de servir dans le nouveau gouvernement de Bonar Law ouvre des perspectives de promotion. Joynson-Hicks est nommé Secrétaire au Commerce extérieur (un ministre subalterne, effectivement adjoint du président de la chambre de commerce). Dans l'administration conservatrice de quinze mois de Bonar Law, puis de Stanley Baldwin, Joynson-Hicks est rapidement promu. En mars 1923, il devient Paymaster-General puis Postmaster General, remplissant les postes laissés vacants par la promotion de Neville Chamberlain .
Lorsque Stanley Baldwin devient Premier ministre en mai 1923, il conserve d'abord son ancien poste de chancelier de l'Échiquier tout en cherchant un successeur permanent. Pour alléger le fardeau de ce poste, il nomme Joynson-Hicks au poste de secrétaire financier au Trésor et l'inclut dans le Cabinet .
Dans ce poste, Joynson-Hicks est chargé de déclarer au Hansard, le 19 juillet 1923, que l' Inland Revenue ne poursuivrait pas un contribuable défaillant qui aurait fait des aveux complets et payé l'impôt, les intérêts et les pénalités impayés. Joynson-Hicks a l'espoir de devenir lui-même chancelier, mais au lieu de cela, Neville Chamberlain est nommé au poste en août 1923. Une fois de plus, Joynson-Hicks comble le vide laissé par la promotion de Chamberlain, en tant que ministre de la Santé. Il devient conseiller privé en 1923.
À la suite du Parlement minoritaire, résultat de la défaite unioniste aux élections générales de décembre 1923, Joynson-Hicks devient une figure clé dans diverses tentatives intra-partis pour évincer Baldwin. À un moment donné, la possibilité qu'il devienne lui-même chef est discutée, mais elle semble avoir été rapidement écartée. Il est impliqué dans un complot visant à persuader Arthur Balfour que si le roi lui demandait qui nommer comme Premier ministre, Balfour lui conseillerait de nommer Austen Chamberlain ou Edward Stanley (17e comte de Derby) Premier ministre au lieu du leader travailliste Ramsay MacDonald. Le complot échoue lorsque Balfour refuse d'approuver une telle manœuvre et les libéraux annoncent publiquement qu'ils soutiendraient MacDonald, provoquant la chute du gouvernement en janvier 1924 .

## Ministre de l'Intérieur

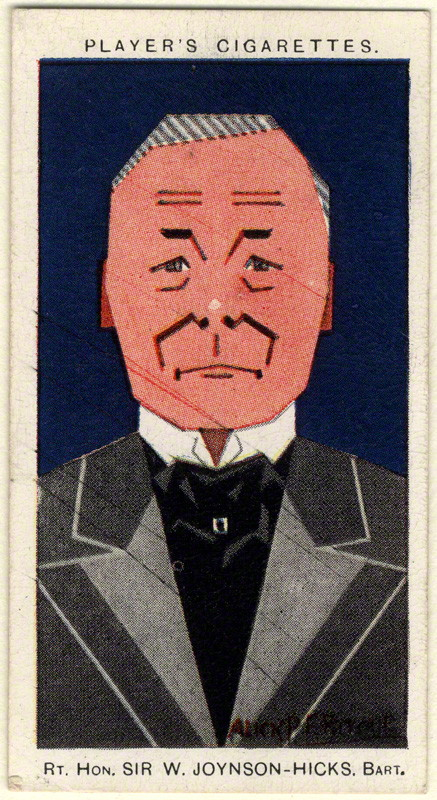
Carte de cigarette, 1926.

Les conservateurs reviennent au pouvoir en novembre 1924 et Joynson-Hicks est nommé ministre de l'Intérieur. Francis Thompson le décrit comme "le ministre de l'Intérieur le plus prude, puritain et protestant du vingtième siècle" . La promotion semble lui avoir monté quelque peu à la tête et il s'est laissé présenter comme un futur chef de parti, une possibilité que Leo Amery rejette comme «incroyable» (octobre 1925).

### Morale publique
Joynson-Hicks est dépeint comme un réactionnaire pour ses tentatives de réprimer les boîtes de nuit et d'autres aspects des « années folles ». Il est également fortement impliqué dans l'interdiction du roman lesbien de Radclyffe Hall, The Well of Loneliness (1928) dans lequel il s'est impliqué personnellement .
Il souhaite endiguer ce qu'il appelle «le flot de saletés traversant la Manche». Il réprime le travail de DH Lawrence (il a aidé à forcer la publication de Lady Chatterley's Lover dans une version expurgée), ainsi que sur les livres sur le contrôle des naissances et la traduction de The Decameron. Il ordonne le raid dans les boîtes de nuit, où il y a beaucoup d'alcool après les heures normales, et de nombreux membres de la bonne société sont arrêtés. La propriétaire de la boîte de nuit Kate Meyrick est entrée et sortie de prison au moins trois fois, ses soirées de libération étant l'occasion de grandes célébrations au champagne. Tout cela est décrit dans la pièce en un acte de AP Herbert, The Two Gentlemen of Soho (1927) .

### Grève générale et subversion
En 1925, il ordonne un procès-spectacle d'Harry Pollitt et d'une douzaine d'autres principaux communistes, en utilisant la loi d'incitation à la mutinerie de 1797 . Au cours de la grève générale de 1926, il est l'un des principaux organisateurs des systèmes qui maintenaient l'approvisionnement et la loi et l'ordre, bien qu'il y ait des preuves selon lesquelles, laissé à lui-même, il aurait poursuivi une politique plus belliciste - notamment, ses appels répétés pour plus de volontaires gendarmes et sa tentative de fermer le Daily Herald .
Ayant été un dur pendant la grève générale, il reste un anti-communiste convaincu par la suite, bien que la gauche semble s'être un peu rapprochée de lui au sujet de la controverse du livre de prières. Contre la volonté du ministre des Affaires étrangères Austen Chamberlain, il ordonne un raid de la police sur l'agence commerciale soviétique ARCOS en 1927, espérant apparemment rompre les relations anglo-soviétiques. Il est populaire auprès de la police et à sa retraite, un portrait de lui est érigé à Scotland Yard, payé par souscription au sein de la police .

### Livre de prières révisé

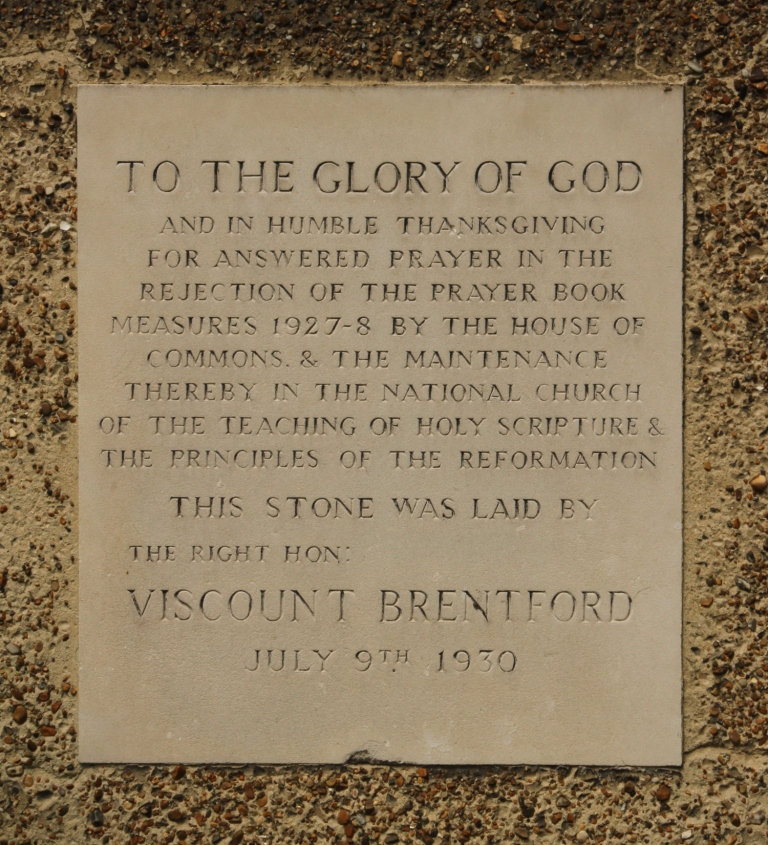
Plaque à l'église paroissiale de St Andrew, Felixstowe, Suffolk, commémorant la défaite du livre de prières de 1928 à la Chambre des communes

En 1927, Joynson-Hicks s'attaque à la révision proposée du livre de la prière commune. La loi oblige le Parlement à approuver ces révisions, normalement considérées comme une formalité . Joynson-Hicks est président de la National Church League évangélique depuis 1921, et il est allé à l'encontre de la volonté de Baldwin en s'opposant au livre de prières révisé .
Lorsque le livre de prières est présenté à la Chambre des communes, Joynson-Hicks s'oppose fermement à son adoption car il estime qu'il s'éloigne des principes protestants de l'Église d'Angleterre. Il compare le livre de prières révisé à la «papisie», car il croit que la réserve de la Sainte-Cène implique une croyance en la transsubstantiation. Le débat sur le livre de prières est considéré comme l'un des plus éloquents jamais vus aux Communes et aboutit au rejet du livre de prières révisé en 1927 ,. Ses alliés sont une alliance de conservateurs ultra-protestants et de libéraux et travaillistes non conformistes, et certains d'entre eux le comparent à John Hampden ou Oliver Cromwell. On a dit qu'aucune occasion de ce genre n'a été vue depuis l'agitation anticatholique de 1850-1 ou, selon certains, depuis les crises de la fin du XVIIe siècle sur l'exclusion ou Titus Oates.
Une autre version révisée (le «Livre déposé») est soumise en 1928 mais rejetée à nouveau ,.
De nombreuses personnalités éminentes de l'Église d'Angleterre en sont venues à penser que la Séparation de l'Église et de l'État deviendrait nécessaire pour protéger l'Église contre ce type d'ingérence politique. Le livret de Joynson-Hicks, The Prayer Book Crisis, prédit à juste titre que les évêques renonceraient à demander cette séparation, de peur de perdre leurs salaires et dotations fournis par l'État . Cependant, l'Assemblée nationale de l'Église d'Angleterre déclare alors une situation d'urgence, et cela est invoqué comme prétexte pour l'utilisation du livre de prières de 1928 dans de nombreuses églises pendant des décennies après, un acte de légalité discutable  .

### Votes pour les jeunes femmes
De manière inattendue et sans discussion du Cabinet, lors d'un débat sur un projet de loi d'initiative parlementaire le 20 février 1925, Joynson-Hicks promet l'égalité des droits de vote pour les femmes (clarifiant une déclaration de Baldwin lors de l'élection générale de 1924) .
Le biographe de Joynson-Hicks en 1933 écrit que l'affirmation selon laquelle l'engagement parlementaire de Joynson-Hicks envers Nancy Astor en 1925 a engagé le parti à donner le droit de vote aux jeunes femmes est une invention de Winston Churchill qui est entrée dans la mythologie populaire mais n'a aucun fondement en fait . Cependant, Francis Thompson (2004) écrit que le gouvernement Baldwin n'aurait probablement pas agi sans l'engagement de Joynson-Hicks .
Joynson-Hicks propose personnellement la deuxième lecture de la loi de 1928 sur la représentation du peuple et est également chargé de la piloter au Parlement. Il prononce un discours fort en faveur du projet de loi, qui abaisse l'âge de vote des femmes de 30 à 21 ans (le même âge que les hommes à l'époque), et qui est en partie blâmé pour la défaite électorale inattendue des conservateurs l'année suivante, que la droite du parti attribuait aux jeunes femmes nouvellement électrices, votant pour le parti travailliste d'opposition ,.

### Réformes
Tout au long de son mandat au Home Office, Joynson-Hicks est impliqué dans la réforme du système pénal - en particulier, les maisons de correction et l'introduction d'une obligation légale pour tous les tribunaux d'avoir un agent de probation. Il se fait un devoir de visiter toutes les prisons du pays et est souvent consterné par ce qu'il y trouve . Il fait un effort concerté pour améliorer les conditions des prisons sous sa juridiction et obtient un compliment de la propriétaire de boîte de nuit Kate Meyrick, régulièrement emprisonnée, qui note dans ses mémoires que les prisons se seont considérablement améliorées grâce à ses efforts .
Il devient une sorte de héros pour les employés des magasins en raison de la loi de 1928 sur les magasins (heures de fermeture), qui interdit de travailler après 20 heures et oblige les employeurs à accorder une demi-journée de vacances chaque semaine. Il abroge également un règlement autorisant la vente de chocolats pendant le premier intervalle de représentations théâtrales ainsi que le second .
En août 1928, Max Aitken pense que Joynson-Hicks est le seul successeur possible de Baldwin. Cependant, il est une figure amusante pour beaucoup de public et la plupart de ses collègues pensaient que l'idée de lui en tant que Premier ministre, du point de vue de FML Thompson, est «ridicule» . Il est salué dans la presse populaire et ridiculisé dans les hebdomadaires haut de gamme. Il insiste sur le fait qu'il n'est pas en faveur de la censure totale et, dans sa brochure de 1929, avons-nous besoin d'un censeur? il note qu'il a ordonné à la police de réprimer l'indécence à Hyde Park afin que «un homme puisse y emmener sa fille se promener en toute sécurité» .

## Fin de carrière
À l'approche d'une nouvelle élection générale, Baldwin envisage de remanier son cabinet pour déplacer Churchill de l'Échiquier au ministère de l'Inde et de demander à tous les ministres plus âgés que lui (Baldwin est né en 1867) de démissionner, à l'exception de Sir Austen Chambellan. Joynson-Hicks aurait été l'un de ceux qui ont été invités à se retirer du Cabinet si les conservateurs avaient été réélus .
Les conservateurs perdent le pouvoir de façon inattendue aux élections générales de mai 1929. Un mois après l'élection, Joynson-Hicks est élevé à la pairie en tant que vicomte Brentford, de Newick dans le comté de Sussex dans les honneurs de dissolution (nécessitant une élection partielle au cours de laquelle les conservateurs conservent de justesse son ancien siège) .
Il reste une figure importante du Parti conservateur, mais en raison de sa santé déclinante, il n'est pas invité à rejoindre le gouvernement national lors de sa formation en août 1931. En octobre 1931, Lord Beaverbrook le presse de mettre sur pied un cabinet fantôme conservateur, comme alternative au gouvernement national. Le gouvernement national est renouvelé en novembre 1931, mais encore une fois, on ne lui propose pas de reprendre ses fonctions .

## Famille
Lord Brentford épouse Grace Lynn, fille unique de Richard Hampson Joynson, JP, de Bowdon Cheshire, le 12 juin 1895 à St. Margaret's Church, Westminster. Ils ont deux fils et une fille .
Joynson-Hicks est mort à Newick Park, Sussex, le 8 juin 1932, à l'âge de 66 ans . Sa fortune au décès est de 67661 £ 5s 7j (environ 4 millions £ aux prix de 2016) ,.
Sa veuve, la vicomtesse Brentford est décédée en janvier 1952 . Il est remplacé par son fils aîné, Richard. Son plus jeune fils, l'hon. Lancelot (qui devient vicomte en 1958), est également un politicien conservateur.